# World Wide Fund for Nature
Fundația Mondială a Naturii (FMN) este o organizație non-guvernamentală pentru conservarea naturii și restaurarea ecologică a mediului natural. Organizația era denumită înainte și World Wildlife Fund, care rămâne numele oficial în Statele Unite și Canada.
Misiunea WWF la nivel global este aceea de a stopa degradarea mediului și de a construi un viitor în care oamenii trăiesc în armonie cu natura.
Eforturile FMN reunesc proiectele de conservare cu măsuri concrete, implementate pe teren, parteneriatele inovative, activitățile de lobby la nivel înalt, colaborarea cu sectorul de afaceri și campaniile de informare și de luare de poziție.
Activitatea FMN se concentrează pe zone și specii considerate ca fiind de o importanță critică pentru conservarea habitatelor, dar și pentru bunăstarea oamenilor.